# Areng
L'areng (Clupea harengus) és una espècie de peix de la família dels clupeids i de l'ordre dels clupeïformes. L'areng de l'Atlàntic (Clupea harengus) està estretament relacionat amb l'areng del Pacífic (Clupea pallasii), ja que hi ha estudis genètics que indiquen que aquestes dues espècies van començar a divergir fa aproximadament 1,3 milions d'anys.
No s'ha de confondre amb l'arengada, que en pren el nom però es fa amb sardina en salmorra.

## Morfologia
De forma similar a la sardina, els mascles poden assolir 45 cm de llargària total i 0,68 kg de pes. Té el cos comprimit, la mandíbula inferior prominent, l'opercle llis i les parpelles adiposes poc marcades. La carena del ventre la té més marcada que la de la sardina. El dors és blau fosc, més clar a la part superior dels flancs. El ventre és argentat. L'opercle té tonalitats daurades. Les escates són grosses. No hi ha dimorfisme sexual.

## Ecologia

Arengs joves menjant copèpodes.

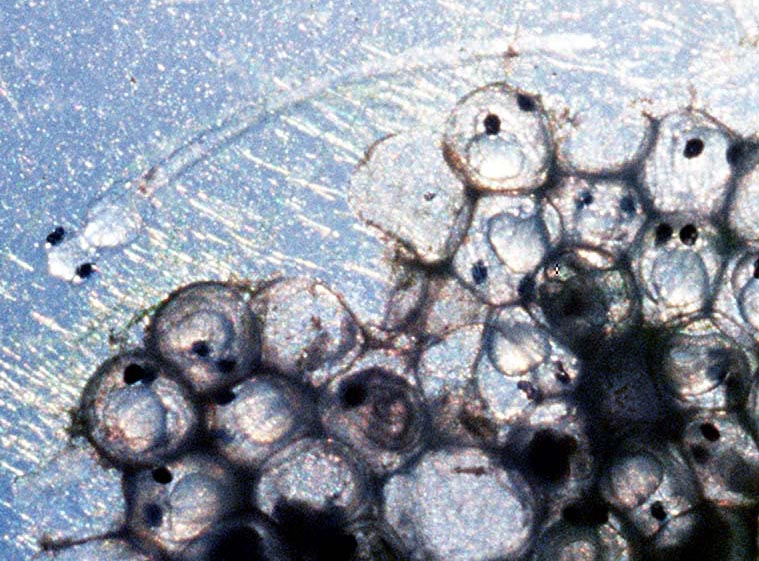
Ous i larves d'areng

És comú a l'Atlàntic (des de les costes de Terranova, els Estats Units i Groenlàndia fins a les illes Britàniques, el mar del Nord i el mar Bàltic) i no es troba en aigües ibèriques.
Només viu a temperatures inferiors als 12 °C i fins als 360 m de fondària.
Forma grans moles de molts individus per a defensar-se dels atacs dels depredadors, amb migracions complexes tant a la recerca d'aliment com per a fresar. Pot viure fins a vint anys.
Menja petits copèpodes planctònics, larves de mol·luscs i diatomees en el seu primer any de vida i després es nodreix fonamentalment d'amfípodes, gambetes pelàgiques i larves de crustacis decàpodes quan arriba a l'edat adulta. Troba el seu menjar emprant el sentit de la vista.
És sexualment actiu entre els tres i els nou anys. Cap al mes de març migra de les profunditats cap a la superfície per reproduir-se i és el moment que s'aprofita per a pescar-lo. Cada població es reprodueix, pel cap baix, una vegada cada any. La femella pon de 20.000 a 40.000 ous, els quals queden fixats amb mucus als fons de sorra o de grava. La incubació dura entre 10 i 40 dies (depenent de la temperatura de l'aigua) i dels ous neixen uns alevins transparents i d'uns 5 mm de longitud.
A banda de ser pescats pels humans (Homo sapiens), l'areng és depredat per una àmplia gamma d'espècies, com ara el bacallà (Gadus morhua), els túnids, la mòllera, Myoxocephalus octodecemspinosus, Gadus macrocephalus, el merlà, el rap americà (Lophius americanus), el rap blanc (Lophius piscatorius), el lluç platejat (Merluccius bilinearis), el lluç (Merluccius merluccius), Merluccius productus, l'halibut negre (Reinhardtius hippoglossoides), el tallahams (Pomatomus saltatrix), el salmó europeu (Salmo salar), Sebastes maliger, Sebastes nigrocinctus, Sebastes ruberrimus, Centropristis striata, Chelidonichthys gurnardus, el peix espasa (Xiphias gladius), Lycodes frigidus, Hippoglossoides platessoides, l'escorpí de mar d'espines curtes (Myoxocephalus scorpius), l'espinós (Gasterosteus aculeatus), Myxine glutinosa, el bec de serra gros (Mergus merganser), la gavineta de tres dits (Rissa tridactyla), el mascarell (Morus bassanus), la foca grisa (Halichoerus grypus), la foca de Groenlàndia (Phoca groenlandica), la foca comuna (Phoca vitulina), la tintorera (Prionace glauca), Amblyraja radiata, la clavellada (Raja clavata), la llunada fistonada (Sphyrna lewini), l'agullat (Squalus acanthias), l'ànec glacial (Clangula hyemalis), Loligo forbesi, la canana del nord (Illex illecebrosus), la marsopa comuna (Phocoena phocoena) i Eledone cirrhosa.
És parasitat per Goussia clupearum, Eimeria sardinae, Ceratomyxa auerbachi, trematodes del gènere Hemiurus, nematodes (Hysterothylacium aduncum i Anisakis simplex) i Cryptocotyle lingua.

## Vàlua comercial i gastronòmica

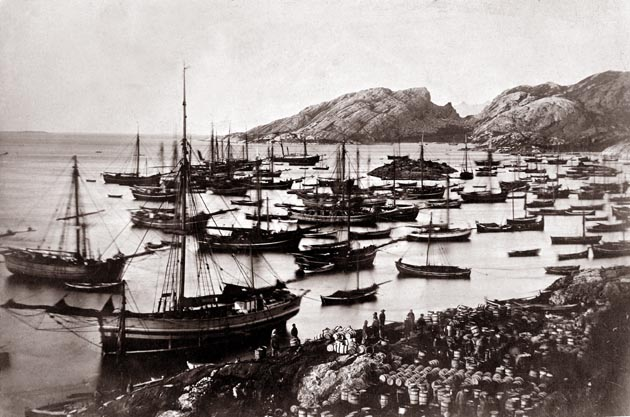
Flota dedicada a la pesca de l'areng a Bodø (Noruega)

L'areng va tenir, i encara el té, un paper molt important com a aliment bàsic a Europa i a Nord-amèrica. La seua pesca a Suècia es remunta al segle x i als Països Baixos cap a l'any 1167. A l'edat mitjana (segle xiv) ja es va començar a posar-los en barrils de fusta en salmorra i la seua importància als Països Baixos fou tal que els habitants d'Amsterdam diuen que la seua ciutat la van construir sobre espines d'areng (haring). Al segle xv, els Països Baixos i França van signar un tractat per dividir-se les zones de pesca d'aquest peix. L'areng fou l'aliment principal de la Quaresma i s'anomenava «el blat de la mar».
A la península Ibèrica es ven generalment fumat i envasat en plàstic (no s'ha de confondre amb l'arengada que es ven en els típics barrils cilíndrics de fusta i que són sardines en salmorra), fresc, congelat, en conserva o salat. La seua carn és molt apreciada, tant pel seu gust com pel seu valor nutricional (és molt rica en greixos i té un alt contingut en àcids grassos omega 3, la qual cosa el converteix en un aliment molt cardiosaludable. A més és una font de proteïnes, seleni, fòsfor, iode, vitamina D i algunes vitamines del grup B -niacina i riboflavina-). També es pot trobar envasat en flascons transparents, conservats en vinagre molt suau, en filets enrotllats que envolten ceba dolça i cogombres anomenats roll-mops i que són molt populars al nord d'Europa.
Pel que fa a l'Amèrica del Nord, els nadius americans van ésser els primers a emprar un sistema de rescloses per a la captura de l'areng, ja que era difícil la seua pesca amb els mètodes tradicionals que feien servir fins aleshores (ganxos o llances).

## Galeria

Simulació de l'estratègia de captura de copèpodes per part dels arengs.
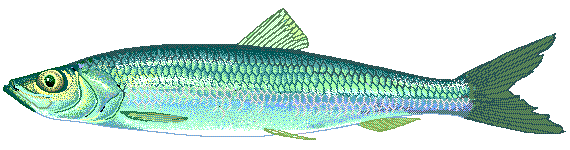
Clupea harengus harengus
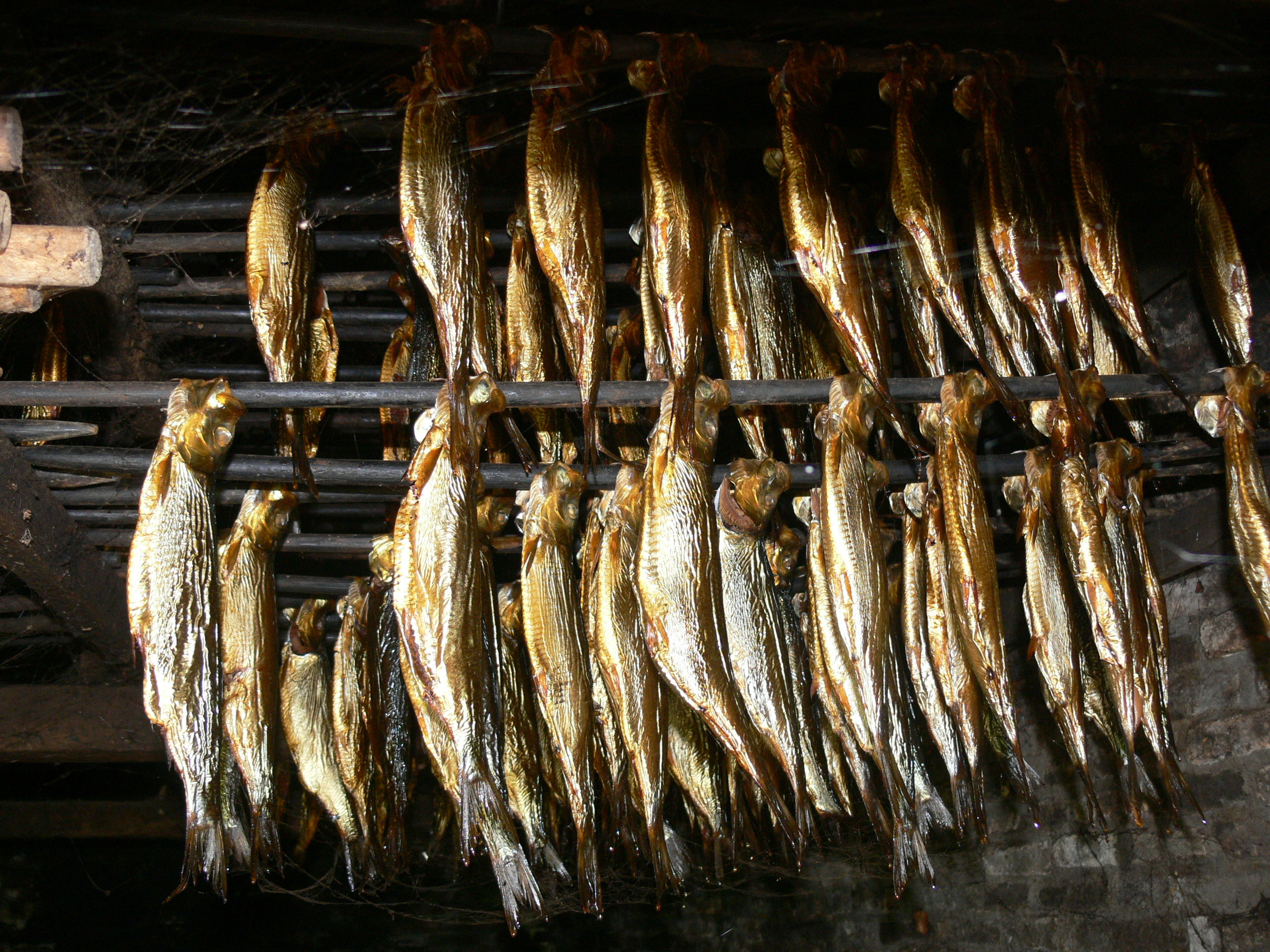
Arengs fumats
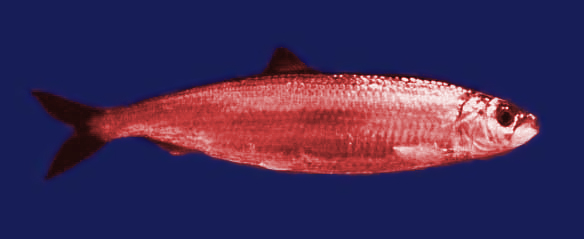
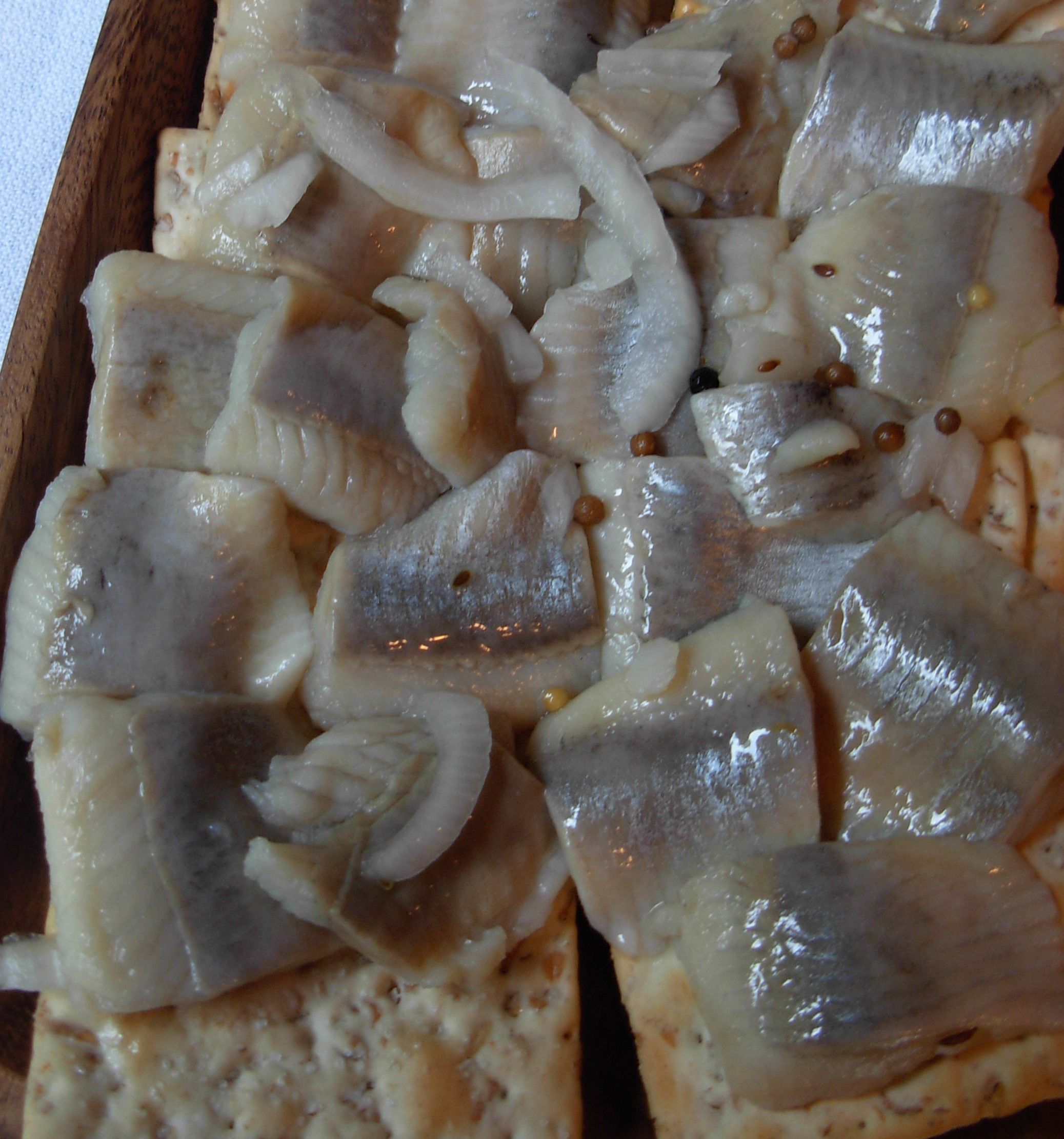
Areng marinat amb ceba i galetes salades
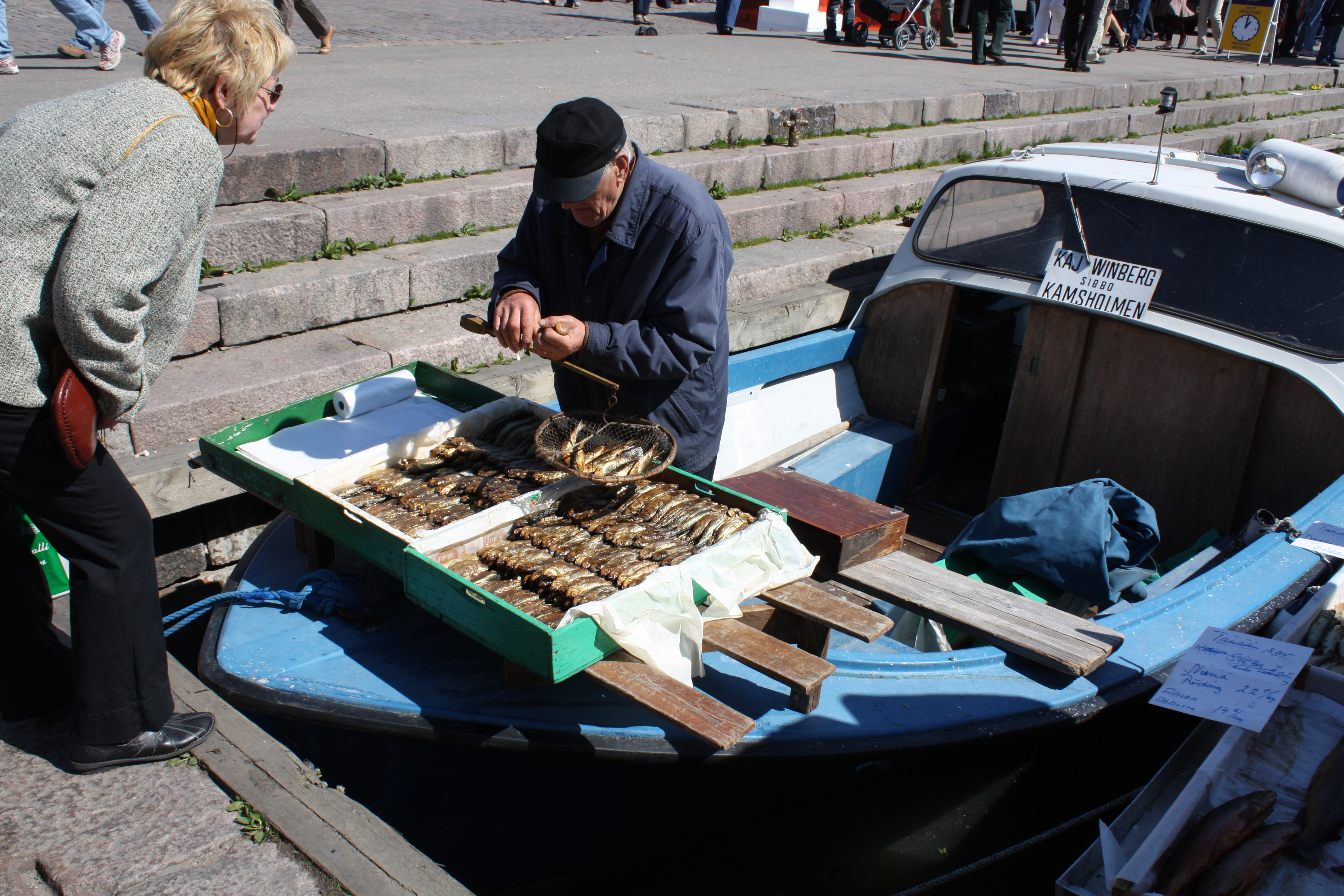
Un pescador venent arengs fumats a Hèlsinki (Finlàndia).
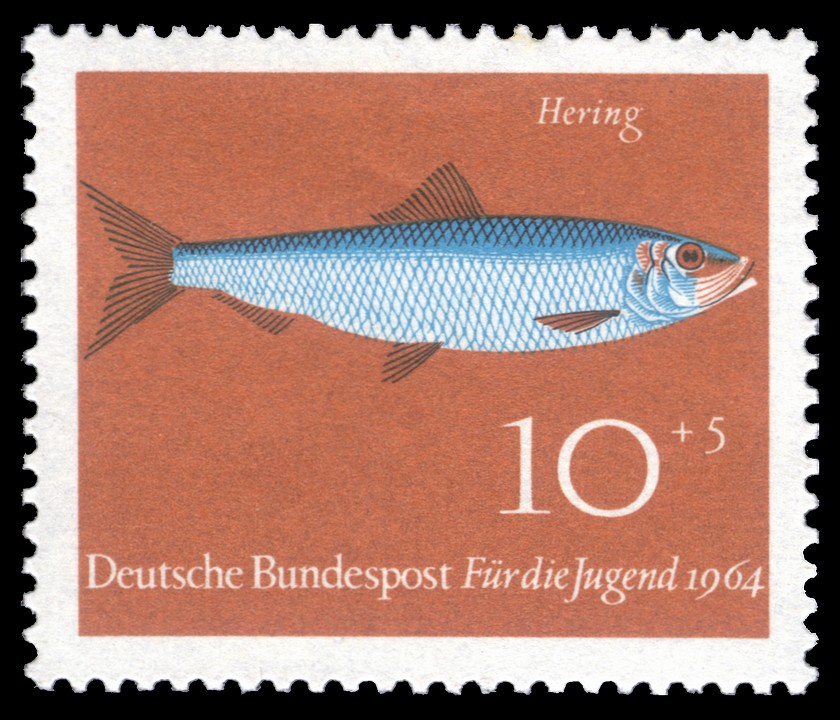
Segell alemany de 1964 mostrant un areng.
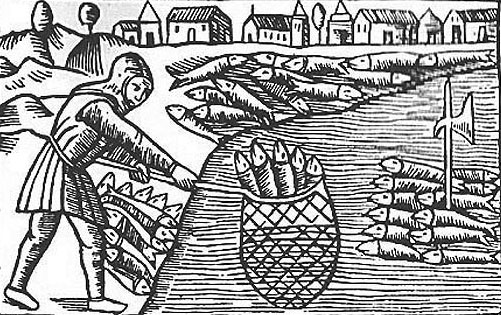
Pesca medieval de l'areng a Escània (publicat el 1555)
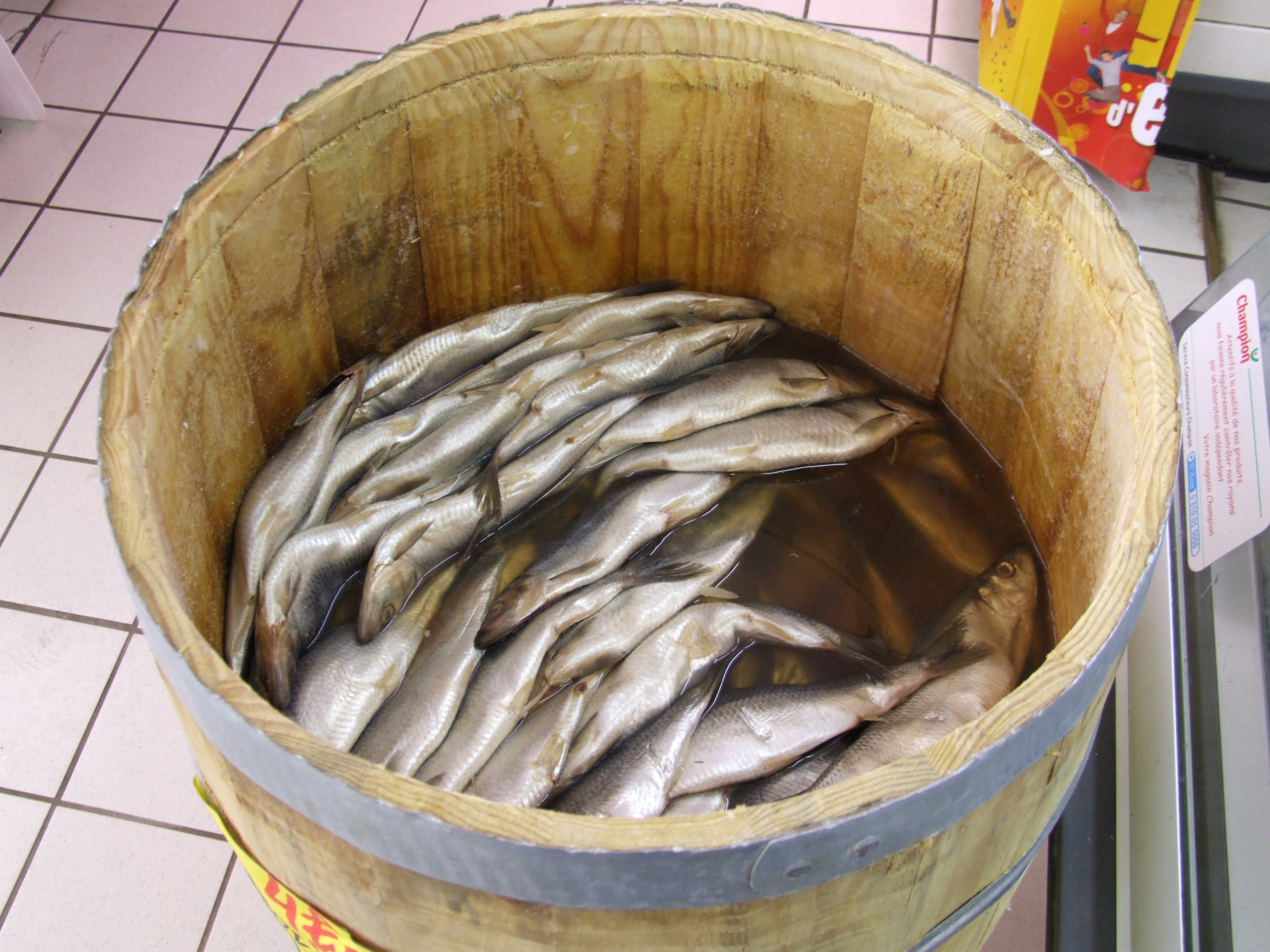
Clupea harengus